# Scutellaria nervosa
Scutellaria nervosa är en kransblommig växtart som beskrevs av Frederick Traugott Pursh. Scutellaria nervosa ingår i Frossörtssläktet som ingår i familjen kransblommiga växter. Inga underarter finns listade i Catalogue of Life.